# Boels Dolmans Cyclingteam/Saison 2015
Dieser Artikel listet den Kader und die Erfolge des Radsportteams Boels Dolmans Cyclingteam in der Saison 2015.

## Team
| Name                 | Geburtsdatum      | Nationalität           |
| -------------------- | ----------------- | ---------------------- |
| Elizabeth Armitstead | 18. Dezember 1988 | Vereinigtes Königreich |
| Chantal Blaak        | 22. Oktober 1989  | Niederlande            |
| Demi de Jong         | 11. Februar 1995  | Niederlande            |
| Amalie Dideriksen    | 24. Mai 1996      | Dänemark               |
| Megan Guarnier       | 4. Mai 1985       | Vereinigte Staaten     |
| Romy Kasper          | 5. Mai 1988       | Deutschland            |
| Christine Majerus    | 25. Februar 1987  | Luxemburg              |
| Katarzyna Pawłowska  | 16. August 1989   | Polen                  |
| Evelyn Stevens       | 9. Mai 1983       | Vereinigte Staaten     |
| Eleonora van Dijk    | 11. Februar 1987  | Niederlande            |
| Sanne van Paassen    | 27. Oktober 1988  | Niederlande            |

## Erfolge
| Datum          | Rennen                                            | Kat. | Siegerin             |
| -------------- | ------------------------------------------------- | ---- | -------------------- |
| 4. Februar     | 2. Etappe Ladies Tour of Qatar                    | 2.1  | Eleonora van Dijk    |
| 5. Februar     | 3. Etappe Ladies Tour of Qatar                    | 2.1  | Elizabeth Armitstead |
| 6. Februar     | 4. Etappe Ladies Tour of Qatar                    | 2.1  | Elizabeth Armitstead |
| 3.–6. Februar  | Gesamtwertung Ladies Tour of Qatar                | 2.1  | Elizabeth Armitstead |
| 4. März        | Le Samyn des Dames                                | 1.2  | Chantal Blaak        |
| 7. März        | Strade Bianche                                    | 1.1  | Megan Guarnier       |
| 29. Mai        | Trofeo Alfredo Binda-Comune di Cittiglio          | CDM  | Elizabeth Armitstead |
| 16. Mai        | Kalifornien-Rundfahrt – Einzelzeitfahren          | 1.1  | Evelyn Stevens       |
| 25. Mai        | US-Meisterschaften – Straßenrennen                | CN   | Megan Guarnier       |
| 29. Mai        | Boels Rental Hills Classic                        | 1.1  | Elizabeth Armitstead |
| 7. Juni        | Philadelphia Cycling Classic                      | CDM  | Elizabeth Armitstead |
| 10. Juni       | 1. Etappe Emakumeen Euskal Bira                   | 2.1  | Megan Guarnier       |
| 13. Juni       | 3. Etappe Emakumeen Euskal Bira                   | 2.1  | Chantal Blaak        |
| 17. Juni       | 1. Etappe The Women’s Tour                        | 2.1  | Elizabeth Armitstead |
| 18. Juni       | Europäische Spiele – Einzelzeitfahren             | CR   | Ellen van Dijk       |
| 19. Juni       | 3. Etappe The Women’s Tour                        | 2.1  | Christine Majerus    |
| 25. Juni       | Luxemburgische Meisterschaften – Einzelzeitfahren | CN   | Christine Majerus    |
| 27. Juni       | Dänische Meisterschaften – Straßenrennen          | CN   | Amalie Dideriksen    |
| 27. Juni       | Luxemburgische Meisterschaften – Straßenrennen    | CN   | Christine Majerus    |
| 28. Juni       | Britische Meisterschaften – Straßenrennen         | CN   | Elizabeth Armitstead |
| 5. Juli        | 2. Etappe Giro d’Italia Femminile                 | 2.1  | Megan Guarnier       |
| 14. August     | 1. Etappe Tour of Norway                          | 2.2  | Megan Guarnier       |
| 14.–16. August | Gesamtwertung Tour of Norway                      | 2.2  | Megan Guarnier       |
| 29. August     | Grand Prix de Plouay-Bretagne                     | CDM  | Elizabeth Armitstead |
| 9. September   | 2. Etappe Lotto Belisol Belgium Tour              | 2.2  | Emma Johansson       |